# Altai-Lauch
Der Altai-Lauch (Allium altaicum) ist eine Pflanzenart aus der Gattung Lauch (Allium) in der Unterfamilie der Lauchgewächse (Allioideae) innerhalb der Pflanzenfamilie der Amaryllisgewächse (Amaryllidaceae). Diese eurasische Lauchart ist vom Altai-Gebirge bis ins nördliche China verbreitet. Sie wird zerstreut als Gemüse-, Gewürz- und Zierpflanze angebaut.

## Beschreibung

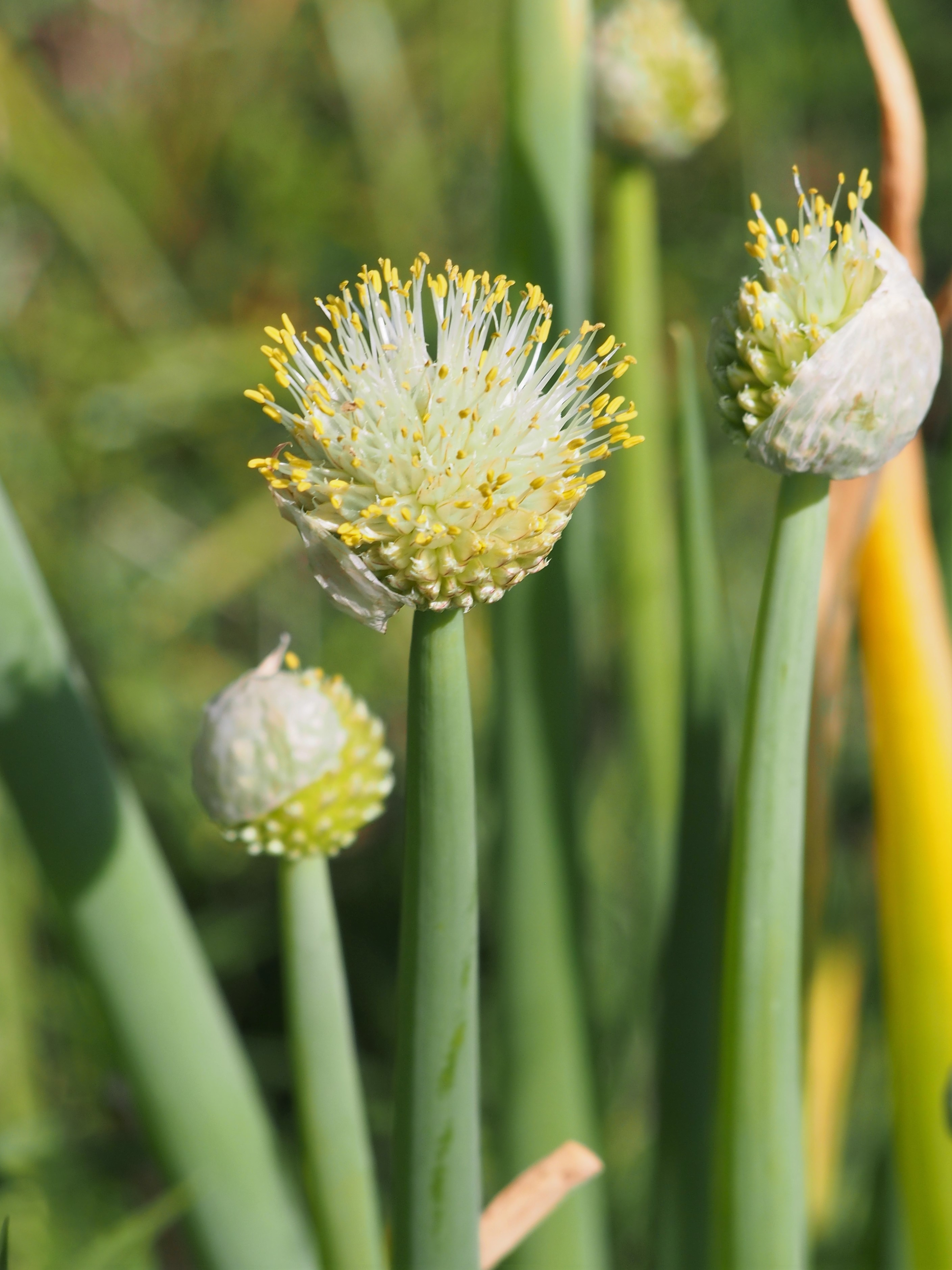
Blütenstände

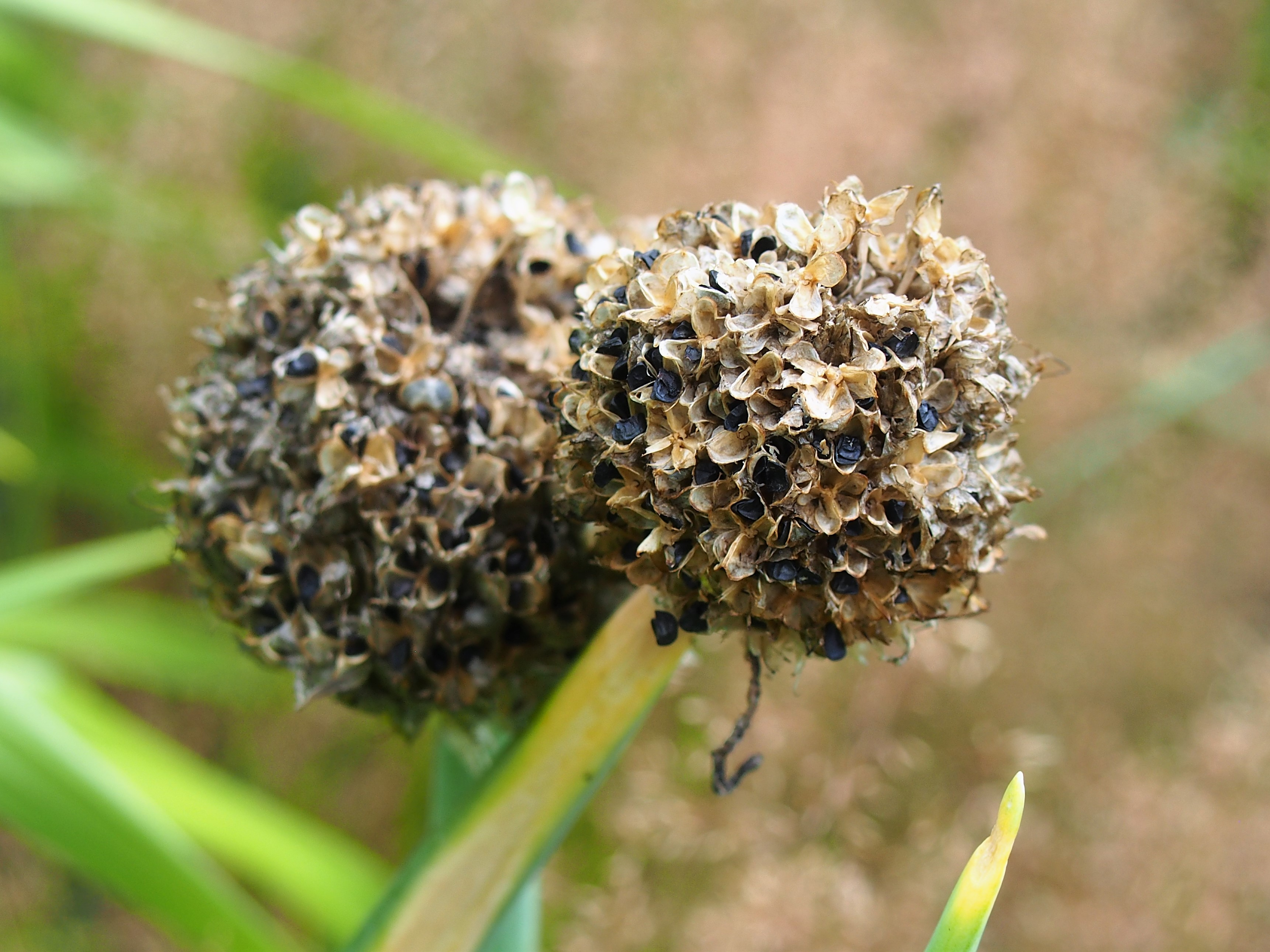
Fruchtstände

### Vegetative Merkmale
Der Altai-Lauch ist eine ausdauernde krautige Pflanze, die Wuchshöhen von 30 bis 70, selten bis zu 100 Zentimetern erreicht. Die 2 bis 4 Zentimeter dicken Zwiebeln sind schmal, länglich bis eiförmig mit einer membranartigen, rot-braunen Hülle. Aufgrund der Fähigkeit, sich vegetativ zu vermehren, bildet der Altai-Lauch Horste, die je nach Alter aus 3 bis 25 Zwiebeln bestehen.
Die zwei bis vier einfachen, glatten, 10 bis 50 Zentimeter langen und bis 2 Zentimeter breiten, zur Spitze hin allmählich spitz zulaufenden Laubblätter sind im Querschnitt rundlich und hohl. Sie umfassen den Blütenstandsschaft im unteren Viertel oder bis zur Hälfte mit glatten Blattscheiden.

### Generative Merkmale
Die Blütezeit reicht von Juni bis August. Der kräftige, hohle Blütenstandsschaft ist bis zu 3 Zentimeter dick und verjüngt sich direkt unterhalb der Blüte. Der vielblütige, doldige Blütenstand ist etwa kugelig und wirkt mit einem Durchmesser von 1,5 bis 5 Zentimetern im Verhältnis zum Blütenstandsschaft recht klein und enthält viele gestielte Blüten. Die Blütenstiele sind anderthalb bis doppelt so lang wie die Blütenhülle. Das langlebige Hüllblatt ist zugespitzt und etwa so lang wie die Dolde.
Die zwittrigen Blüten sind dreizählig, radiärsymmetrisch, becherförmig und 6 bis 8 Millimeter lang. Die gelblich-weißen und glänzenden Blütenhüllblätter des äußeren Kreises sind bei einer Länge von bis zu 9 Millimetern sowie einer Breite von bis zu 4 Millimetern länglich bis lanzettlich mit spitzem oder zugespitztem oberen Ende. Die Blütenhüllblätter des inneren Kreises sind eiförmig bis länglich, gleich lang oder etwas länger als die äußeren. Die gleichförmigen Staubblätter sind anderthalb bis doppelt so lang wie die Blütenhüllblätter, an der Basis verbreitert und miteinander verwachsen. Die drei Fruchtblätter sind zu einem oberständigen, verkehrt-eiförmigen Fruchtknoten verwachsen, der zwei Drittel so lang wie die Blütenhülle ist, mit hervorstehendem Griffel und an der Basis schmalen, gewölbten Nektarien.

### Chromosomensatz
Die Chromosomengrundzahl beträgt x = 8; es liegt Diploidie mit einer Chromosomenzahl von 2n = 16 vor.

## Vorkommen und Gefährdung
Der Altai-Lauch ist im Altaigebirge und im südöstlichen Kasachstan, in der Mongolei und in Südsibirien sowie in den chinesischen Regionen nördliches Xinjiang, Innere Mongolei und westliches Heilongjiang verbreitet.
Der Altai-Lauch wächst dort vorwiegend an trockenen, felsigen Standorten und Gebirgs-Schotterfluren der subalpinen Gebirgszonen in Höhenlagen von 1900 bis 2400 Metern.
Aufgrund des Sammelns als Nahrungspflanze sind die natürlichen Bestände des Altai-Lauchs an vielen Orten im russischen als auch im mongolischen Teil des Verbreitungsgebiets nachweislich rückläufig und selten geworden. So wird der Altai-Lauch in der Roten Liste der Mongolei als „gefährdet“ (vulnerable) und weltweit als „potenziell gefährdet“ („near threatened“) eingestuft.

## Systematik
Die Erstveröffentlichung von Allium altaicum erfolgte 1773 durch Peter Simon Pallas in Reise durch verschiedene Provinzen des Russischen Reichs, Band 2, S. 737. Der artspezifische Namensteil altaicum bedeutet „aus dem Altai stammend“. Als Synonyme von Allium altaicum gelten Allium ceratophyllum Besser ex Schult. & Schult.f., Allium microbulbum Prokh. und Allium sapidissimum R.Hedw.
Die Art Allium altaicum gehört zur Sektion Cepa (Omelcz.) F.O.Khass. aus Untergattung Cepa in der Gattung Allium. Neuere DNA-Analysen bestätigen die enge Verwandtschaft der Art Allium altaicum mit der Winterzwiebel (Allium fistulosum) und der Küchenzwiebel (Allium cepa) in der Sektion Cepa. Allium fistulosum entstand nachweislich aus einem Vorläufer von Allium altaicum. Beide Arten hybridisieren leicht, wenn sie zusammen angebaut werden.

## Verwendung
Der Altai-Lauch wird zerstreut als Zierpflanze sowie als vitaminreiche Gemüse- und Gewürzpflanze ähnlich wie die Winterzwiebel genutzt. In vielen Regionen mit natürlichen Vorkommen werden die Zwiebeln des Altai-Lauchs traditionell als Nahrungsmittel gesammelt. Die älteren Blätter werden wegen ihres hohen Fasergehaltes meist nicht verwendet. Nach der Beschreibung des russischen Ethnographen Potanin exportierten bis zur chinesischen Revolution private Handelsunternehmen in großem Umfang Zwiebeln des Altai-Lauchs aus der Mongolei nach China.
In der Pflanzenzüchtung gilt der Altai-Lauch als mögliche Quelle für Resistenzgene gegen Mehltau. Im Gartenbau gilt der Altai-Lauch als nicht besonders zierend, aber als gute Bienennährpflanze. Die Altai-Lauch ist äußerst winterhart bis −50 °C (Zone 1).